# WWE Elimination Chamber
WWE Elimination Chamber és un show anual de pagament que pertany a la World Wrestling Entertainment i que s'emet el mes de febrer. Va ser incorporat a la programació l'any 2010, reemplaçant el PPV "No Way Out". Cal destacar que les lluites estel·lars d'aquest show es produeixen dins d'una cambra d'eliminació.

## Resultats
|  | Raw-branded event |  | SmackDown-branded event |

| Esdeveniment               | Data            | Ciutat                     | Lloc                       | Esdeveniment principal |
| -------------------------- | --------------- | -------------------------- | -------------------------- | --- |
| Elimination Chamber (2010) | febrer 21, 2010 | St. Louis, Missouri        | Scottrade Center           | The Undertaker (c) vs. Chris Jericho contra CM Punk contra John Morrison contra Rey Mysterio contra R-Truth en un Elimination Chamber match per al World Heavyweight Championship                                |
| Elimination Chamber (2011) | febrer 20, 2011 | Oakland, Califòrnia        | Oracle Arena               | CM Punk contra John Cena contra John Morrison contra Randy Orton contra R-Truth contra Sheamus en un Elimination Chamber match per un combat WWE Championship a WrestleMania XXVII                               |
| Elimination Chamber (2012) | febrer 19, 2012 | Milwaukee, Wisconsin       | Bradley Center             | John Cena contra Kane en un Ambulance match |
| Elimination Chamber (2013) | febrer 17, 2013 | Nova Orleans, Louisiana    | New Orleans Arena          | The Rock (c) vs. CM Punk per al WWE Championship |
| Elimination Chamber (2014) | febrer 23, 2014 | Minneapolis, Minnesota     | Target Center              | Randy Orton (c) vs. Cesaro contra Christian contra Daniel Bryan contra John Cena contra Sheamus en un Elimination Chamber match per al WWE World Heavyweight Championship                                        |
| Elimination Chamber (2015) | maig 31, 2015   | Corpus Christi, Texas      | American Bank Center       | Seth Rollins (c) vs. Dean Ambrose per al WWE World Heavyweight Championship |
| Elimination Chamber (2017) | febrer 12, 2017 | Phoenix, Arizona           | Talking Stick Resort Arena | John Cena (c) vs. AJ Styles contra Baron Corbin contra Bray Wyatt contra Dean Ambrose contra The Miz en un Elimination Chamber match per al WWE Championship                                                     |
| Elimination Chamber (2018) | febrer 25, 2018 | Paradise, Nevada           | T-Mobile Arena             | Braun Strowman contra Elias contra Finn Bálor contra John Cena contra Roman Reigns contra Seth Rollins contra The Miz en un Elimination Chamber match per un combat WWE Universal Championship a WrestleMania 34 |
| Elimination Chamber (2019) | febrer 17, 2019 | Houston, Texas             | Toyota Center              | Daniel Bryan (c) vs. AJ Styles contra Jeff Hardy contra Kofi Kingston contra Randy Orton contra Samoa Joe en un Elimination Chamber match per al WWE Championship                                                |
| Elimination Chamber (2020) | març 8, 2020    | Philadelphia, Pennsylvania | Wells Fargo Center         | Asuka contra Liv Morgan contra Natalya contra Ruby Riott contra Sarah Logan contra Shayna Baszler en un Elimination Chamber match per un combat WWE Raw Women's Championship a WrestleMania 36                   |